# Pindad SS2
Pindad SS2 (Senapan Serbu 2 — штурмовая винтовка 2) — индонезийский автомат, созданный на основе Pindad SS1. Автоматы могут оснащаться 40-мм подствольным гранатомётом.

## История
Для вооружения силовых структур и армии Индонезии, государственной индонезийской компанией PT Pindad в 2002 году была начата разработка новой штурмовой винтовки. В основу новых винтовок линейки SS2 легли винтовки SS1, представляющие собой лицензионные копии бельгийской винтовки FN FNC, выпускаемой в Индонезии.
Выпуск винтовок семейства Pindad SS2 был начат в 2005 году, они поступают на вооружение Индонезийской армии и предлагаются на экспорт.

## Описание
Автоматы семейства Pindad SS2 используют газоотводную автоматику с длинным ходом газового поршня, расположенного над стволом. Запирание ствола производится поворотным затвором с 7 боевыми упорами, за хвостовик ствола.
Ствольная коробка собрана из двух половин (верхней и нижней) выполненных из алюминиевого сплава и соединенных двумя поперечными штифтами. Рукоятка взведения затвора расположена справа и при стрельбе двигается вместе с затворной группой. Слева на ствольной коробке имеется кнопка затворной задержки и предохранитель-переводчик режимов огня, обеспечивающий стрельбу одиночными выстрелами и непрерывным огнем.
На верхней поверхности ствольной коробки находится направляющая типа Picatinny rail, на которую штатно устанавливается съемная рукоятка для переноски оружия со встроенным диоптрическим прицелом.
В «снайперском» варианте SS2-V4 вместо ручки для переноски винтовка комплектуется оптическим прицелом и утяжеленным стволом. Питание оружия осуществляется из отъемных коробчатых магазинов от винтовки FN FNC (совместимы с винтовкой М16) емкостью на 30 патронов калибра 5,56 × 45 мм НАТО.

## Варианты
- SS2-V1 — базовый вариант.
- SS2-V2 — укороченный вариант.
- SS2-V4 — снайперский вариант с оптическим прицелом и утяжелённым стволом.
- SS2-V5 — укороченный автомат, используемый в качестве персонального оружия самообороны экипажей бронемашин, артиллеристов и других категорий, которым не нужно полноразмерное оружие.

## Основные характеристики[2]
| Характеристики Pindad SS2        | V1   | V2   | V4   | V5   |
| -------------------------------- | ---- | ---- | ---- | ---- |
| Калибр, мм                       | 5,45 | 5,45 | 5,45 | 5,45 |
| Длина со сложенным прикладом, мм | 990  | 920  | 990  | 970  |
| Длина с открытым прикладом, мм   | 740  | 670  | 740  | 520  |
| Длина ствола, мм                 | 460  | 403  | 460  | 252  |
| Вес, кг                          | 3,4  | 3,2  | 4,2  | 3,1  |
| Темп стрельбы, выстр./мин.       | ~700 | ~700 | ~700 | ~700 |
| Емкость магазина, патронов       | 30   | 30   | 30   | 30   |
| Прицельная дальность, м          | 500  | 400  | 600  | 300  |